# Pople-Basen
Die Pople-Basen sind in der Computerchemie verwendete Basissätze, die für das s- und p-Orbital jeweils die gleiche Radialfunktion verwenden. Die inneren Atomorbitale (AOs) werden durch STO-NG-Basissätze dargestellt, während die Valenzorbitale durch eine Split-Valence-Basis dargestellt werden. Diese Zusammensetzung führt zu einer gegenüber den reinen STO-NG-Basissätzen erhöhten radialen Flexibilität.

## Nomenklatur
Die allgemeine Bezeichnung der Basissätze ist X-YZG. Hierbei steht das X für die Anzahl primitiver Gaussianer (primitive Gauß-Funktionen), die jede Kernatomorbitalbasisfunktion umfassen. Y und Z zeigen an, dass die Valenzorbitale jeweils aus zwei Basisfunktionen zusammengesetzt sind. Die erste Basisfunktion besteht aus einer Linearkombination von Y primitiven Gaußfunktionen. Die zweite Basisfunktion besteht entsprechend aus einer Linearkombination von Z primitiven Gaußfunktionen. Die Verwendung von Linearkombinationen ist notwendig, da die primitiven Gauß-Funktionen in Kernnähe ein anderes Verhalten zeigen als Atomorbitale, die durch Slater-Orbitale dargestellt werden. Durch die Linearkombination wird dieser Fehler minimiert. In diesem Fall impliziert das Vorhandensein von zwei Zahlen nach dem Bindestrich, dass dieser Basissatz ein Split-Valenz-Basissatz ist.
Ein sogenannter Split-Valence-Basissatz verwendet für Atomorbitale der inneren Schale jeweils eine kontrahierte Gauß-Funktion, die Valenzorbitale werden aber durch zwei kontrahierte Gauß-Funktionen charakterisiert. Vereinfacht gesagt handelt es sich um die Kombination eines minimalen und eines Double-Zeta-Basissatzes.

### 6-31G Basissatz
Der 6-31G Basissatz ist mit Sicherheit einer der am häufigsten verwendeten Basissätze. Sechs primitive Gauß-Funktionen bilden die (bzw. kontrahieren zur) Basisfunktion für die Kernorbitale. Die Valenzorbitale werden aus (3+1) primitiven Gauß-Funktionen gebildet (bzw. kontrahiert); die erste Basisfunktion setzt sich aus der Linearkombination dreier primitiver Gauß-Funktionen zusammen während die zweite Basisfunktion der Valenzorbitale aus einer primitiven Gauß-Funktion gebildet wird. Die verwendeten primitiven Gauß-Funktionen sind Gauß-Orbitale.

#### Zusätze
- */** (nach dem G, also z. B. 6-31G* oder 6-31G**) deuten auf die Verwendung zusätzlicher Polarisationsfunktionen (mit d-Symmetrie) hin.[1] Ein Sternchen bedeutet, dass alle Atome außer Wasserstoff Polarisationsfunktionen erhalten; zwei Sternchen bedeuten, dass alle Atome inklusive des Wasserstoffs Polarisationsfunktionen erhalten.
- +/++ (vor dem G, also z. B. 6-31+G oder 6-31++G) deuten auf die Verwendung zusätzlicher diffuser Orbitale vom s- und p-Typ hin. Sie sind für die Beschreibung von elektronenreichen Systemen und Anionen notwendig.[1]

Die beschriebenen Zusätze sind für andere Basissätze genau so zu lesen.

## Heutige Verwendung
Pople-Basissätze sind etwas veraltet, da korrelationskonsistente oder polarisationskonsistente Basissätze bei ähnlichen Ressourcen typischerweise bessere Ergebnisse liefern. Bei ihrer Verwendung ist zu beachten, dass einige Pople-Basen schwerwiegende Mängel aufweisen, die zu falschen Ergebnissen führen können.